# Dancing Backward in High Heels
Dancing Backward in High Heels je páté studiové album skupiny New York Dolls. Album vyšlo 15. března 2011 u 429 Records.

## Seznam skladeb
| Pořadí | Název                             | Délka |
| ------ | --------------------------------- | ----- |
| 1.     | Fool for You Baby (Dom Dom Dippy) | 2:37  |
| 2.     | Streetcake                        | 3:18  |
| 3.     | Fabulous Rant                     | 0:25  |
| 4.     | I'm So Fabulous                   | 2:26  |
| 5.     | Talk to Me Baby                   | 3:03  |
| 6.     | Kids Like You                     | 3:51  |
| 7.     | Round and Round She Goes          | 3:46  |
| 8.     | You Don't Have to Cry             | 3:03  |
| 9.     | I Sold My Heart to the Junkman    | 2:24  |
| 10.    | Baby, Tell Me What I'm On         | 3:57  |
| 11.    | Funky But Chic                    | 4:01  |
| 12.    | End of the Summer                 | 4:17  |

## Sestava
- David Johansen – zpěv
- Sylvain Sylvain – kytara, zpěv
- Frank Infante – kytara
- Jason Hill - baskytara, zpěv
- Brian Delaney - bicí